# جاده ئی۰۰۳ اروپا
جاده ئی۰۰۳ اروپا (به انگلیسی: European route E003) یکی از جاده‌های درجه ۲ قاره اروپا است.
این جاده که از شهر اوچقودوق (ازبکستان) شروع شده در شهر گودان (ترکمنستان) به پایان میرسد.